# Pallavolo ai XII Giochi sudamericani - Torneo maschile
Il torneo maschile di pallavolo ai XII Giochi sudamericani si è svolto dal 4 all'8 ottobre 2022 ad Asunción, in Paraguay, durante i XII Giochi sudamericani: al torneo hanno partecipato cinque squadre nazionali sudamericane e la vittoria finale è andata per la prima volta al Cile.

## Impianti
|                                                              |  |  |
|                                                              |  |  |
| SND Arena Città: Asunción Capienza: 5 500 Anno d'apertura: - |  |  |

## Regolamento

### Formula
La formula ha previsto un girone all'italiana, giocato con gara unica.

### Criteri di classifica
Se il risultato finale è stato di 3-0 o 3-1 sono stati assegnati 3 punti alla squadra vincente e 0 a quella sconfitta, se il risultato finale è stato di 3-2 sono stati assegnati 2 punti alla squadra vincente e 1 a quella sconfitta.
L'ordine del posizionamento in classifica è stato definito in base a:
- Punti;
- Ratio dei set vinti/persi;
- Ratio dei punti realizzati/subiti.

## Squadre partecipanti
| Squadra  | Qualificazione      | Ultima partecipazione |
| -------- | ------------------- | --------------------- |
| Bolivia  | Wild card           | Cochabamba 2018       |
| Cile     | Wild card           | Cochabamba 2018       |
| Colombia | Wild card           | Cochabamba 2018       |
| Paraguay | Paese organizzatore | La Paz 1978           |
| Perù     | Wild card           | Cochabamba 2018       |

## Torneo

### Risultati
| 4 ottobre 2022 SND Arena, Asunción Durata: ? - Spettatori: ? | Cile     | 3 - 0 | Bolivia  | 25-9, 25-14, 25-13                |
| 4 ottobre 2022 SND Arena, Asunción Durata: ? - Spettatori: ? | Paraguay | 0 - 3 | Perù     | 21-25, 20-25, 22-25               |
| 5 ottobre 2022 SND Arena, Asunción Durata: ? - Spettatori: ? | Perù     | 3 - 0 | Bolivia  | 25-20, 25-14, 25-22               |
| 5 ottobre 2022 SND Arena, Asunción Durata: ? - Spettatori: ? | Paraguay | 2 - 3 | Colombia | 25-21, 25-22, 23-25, 21-25, 6-15  |
| 6 ottobre 2022 SND Arena, Asunción Durata: ? - Spettatori: ? | Colombia | 3 - 2 | Perù     | 25-19, 23-25, 25-17, 21-25, 15-10 |
| 6 ottobre 2022 SND Arena, Asunción Durata: ? - Spettatori: ? | Paraguay | 0 - 3 | Cile     | 20-25, 19-25, 22-25               |
| 7 ottobre 2022 SND Arena, Asunción Durata: ? - Spettatori: ? | Colombia | 3 - 0 | Bolivia  | 25-15, 28-26, 25-16               |
| 7 ottobre 2022 SND Arena, Asunción Durata: ? - Spettatori: ? | Cile     | 3 - 0 | Perù     | 25-14, 25-20, 25-23               |
| 8 ottobre 2022 SND Arena, Asunción Durata: ? - Spettatori: ? | Cile     | 3 - 0 | Colombia | 25-11, 25-12, 25-23               |
| 8 ottobre 2022 SND Arena, Asunción Durata: ? - Spettatori: ? | Paraguay | 3 - 0 | Bolivia  | 25-19, 25-17, 25-17               |

### Classifica
| Pos. | Squadra  | Pt | G | V | P | SV | SP | Ratio | PF  | PS  | Ratio |
| ---- | -------- | -- | - | - | - | -- | -- | ----- | --- | --- | ----- |
| 1.   | Cile     | 12 | 4 | 4 | 0 | 12 | 0  | MAX   | 302 | 200 | 1,510 |
| 2.   | Colombia | 7  | 4 | 3 | 1 | 9  | 7  | 1,285 | 341 | 330 | 1,033 |
| 3.   | Perù     | 7  | 4 | 2 | 2 | 8  | 6  | 1,333 | 303 | 303 | 1,000 |
| 4.   | Paraguay | 4  | 4 | 1 | 3 | 5  | 9  | 0,555 | 299 | 311 | 0,961 |
| 5.   | Bolivia  | 0  | 4 | 0 | 4 | 0  | 12 | 0,000 | 202 | 303 | 0,666 |

## Classifica finale
| Pos | Squadra  | Rosa |
| --- | -------- | --- |
|     | Cile     | Formazione: 1 Villarreal, 2 Ibarra, 3 Araya, 4 T. Parraguirre, 5 V. Parraguirre, 6 Gago, 7 Albornoz, 9 D. Bonačić, 10 Mardones, 15 Castillo, 17 Bravo, 18 K. Bonačić, CT: Nejamkin |
|     | Colombia | Formazione: 4 Medina, 5 Velasco, 6 Mosquera, 7 Aponzá, 10 Estupiñan, 11 Jaramillo, 12 Medina, 13 Ramos, 14 Murillo, 15 Ruiz, 18 Cuello, 19 Rivas, CT: Schmidt                      |
|     | Perù     | Formazione: 1 Morón, 2 Blanco, 3 Seminario, 4 Patrón, 6 la Torre, 7 Romay, 9 Barbieri, 10 Silva-Santisteban, 13 Bernaola, 14 Hidalgo, 18 Mendoza, 24 Porras, CT: Gala              |
| 4.  | Paraguay | Formazione: 1 Mendoza, 2 Almada, 3 Ruiz, 4 Espinola, 6 Villalba, 9 Riveros, 10 Martínez, 11 Ferreira, 12 Paredes, 13 Sánchez, 14 Moreno, 16 Portillo, CT: -                        |
| 5.  | Bolivia  | Formazione: 1 Rodriguez, 2 Mojica, 3 Cáceres, 4 Choque, 5 Severich, 6 Mercado, 7 Sánchez, 8 Escobar, 9 Lazarte, 10 Corro, 11 Peredo, 12 Mendoza, CT: -                             |